# Çivril
Çivril és una vila i un districte de la província de Denizli, en la regió egea de Turquia. La població el 2011 era de 61.495 habitants al conjunt del districte, dels quals 43.507 corresponien al municipi de Çivril i 17.988 a la resta.

## História
Eumènia (en llatí Eumeneia, en grec antic Εὐμένεια) fou una ciutat de Frígia a la riba del Glaucus, a la via entre Dorilèon o Apamea, a la moderna Işıklı, un llogaret a la vora de Çivril.
La va fundar suposadament Àtal II de Pèrgam que li va donar el nom del seu germà i antecessor Èumenes II de Pèrgam. En resten algunes ruïnes i escultures. El seu districte fou anomenat segon Plini l'Eumenètica (Eumenetica regio). Existeixen monedes hel·lenístiques de la ciutat que se suposen anteriors al 133 aC i que impliquen que els atàlides li havien atorgat drets de ciutat. Va passar a Roma entre el 133 i el 130 aC. Vers el 40 aC fou rebatejada Fúlvia, en honor de la dona de Marc Antoni, però va recuperar el seu nom uns deu anys després, mort ja Marc Antoni.
Durant els segles I, II i III fou seu d'una guarnició romana, Apareixen monedes del període imperial entre els emperadors Adrià i Gal·liè.
Apareixen esmentats també un eumenians aqueus, que podrien ser descendents de tropes aquees enviades per la Lliga Aquea quan va fer aliança amb Èumenes II de Pèrgam, i potser també d'altres tropes enviades al seu germà Àtal II. Aquest grup es va integrar a les tribus locals dels argeies (Argos era membre de la Lliga Aquea) i dels herais (Hera: deessa tutelar d'Argos). Les altres tribus eren els atenais, els apol·lonis, els demetries, els artemísies, i els hadrianis. Una altra teoria suposa que es donaven aquest qualificatiu molts habitants pel seu mític origen aqueu.
La ciutat celebrava un festival conegut com a Filadèlfia Eumènia, que commemorava l'amor fraternal d'Àtal II cap al seu germà Èumenes II. La deïtat principal era l'Apol·lo Propileu. El gentilici més usat era eumeneus, però n'apareixen d'altres com eumenets, eumeneats, i els femenins eumeneutis i eumenissa.